# SMAP 008 TACOMAX
Albums de SMAP
SMAP 007 ~Gold Singer~
(1995) SMAP 009
(1996)
Compilations par SMAP
SMAP COOL
(1er janvier 1995) WOOL
(26 mars 1997)
Remix par SMAP
SMAP BOO
(22 novembre 1995)
Singles
1. Donna Ii Koto
Sortie : 9 septembre 1995
2. Oretachi ni Asu wa Aru
Sortie : 11 novembre 1995
3. Mune Sawagi wo Tanomu yo
Sortie : 2 février 1996

SMAP 008 TACOMAX (peut être titré SMAP 008 ~TACOMAX) est le huitième album studio sorti le 3 mars 1996 et le dernier avec l'un des membres originaux, Katsuyuki Mori, qui a quitté le groupe en mai 1996. Il est selon l'Oricon le 5e album du groupe le mieux vendu devant l'album précédent SMAP 007 ~Gold Singer~.

## Détails de l'album
L'album sort le 3 mars 1996 sur le label Victor Entertainment après le précédent album SMAP 007 ~Gold Singer~ sorti en juillet 1995 (entre-temps est sorti un album de remix BOO fin 1995). Il atteint la 2e place du classement hebdomadaire des ventes de l'Oricon.
L'opus comprend au total 13 titres dont les trois singles sortis auparavant dont : Donna ii Koto (en septembre 1995) et Oretachi ni Asu wa Aru (en novembre 1995) et Mune Sawagi wo Tanomu yo (en février 1996).

### Après l'album
Après la sortie de l'album, des événements soudains compliquent les choses car à cette même période, Katsuyuki Mori, âgé de 22 ans à l'époque, souhaite quitter le groupe. En fait, Mori avait annoncé à la radio[réf. nécessaire] (sans même le dire aux membres de SMAP en priorité) qu'être pilote automobile avait toujours été son souhait depuis son enfance, même s'il était très attaché au groupe. Ce qui provoqua la colère de Johnny Kitagawa, le directeur de la Johnny & Associates (qui a été le premier à avoir été au courant), qui le força à faire cette annonce sans le faire aux membres de SMAP d'abord, et ce qui suscita la colère des fans et la déception des autres membres du groupe. Il a été dit aussi que, les relations amicales entre les membres étaient si grandes que ces derniers eurent du mal à accepter la décision de Mori[réf. souhaitée]. L'album SMAP 008 TACOMAX reste le dernier album entièrement enregistré par le groupe en tant que sextuor. En mai 1996, l'émission SMAP×SMAP (qui a vu le jour voit le jour le 15 avril 1996) diffuse une rubrique SxS's Leaving SP qui est la dernière apparition de Mori au sein de SMAP où il fait ses adieux à ses camarades et à ses fans et finit par quitter le groupe et la Johnny & Associates vers la fin du mois et laisse désormais le groupe travailler en tant que quintet.

## Formation
Membres crédités sur l'album : 
- Masahiro Nakai : leader ; chœurs
- Takuya Kimura : chant principal
- Goro Inagaki : chœurs (chant principal sur la piste no 11)
- Katsuyuki Mori : chant principal (en solo sur la piste no 6) [dernier album]
- Tsuyoshi Kusanagi : chœurs
- Shingo Katori : chœurs (rap sur la piste no 12)

## Liste des titres
| CD    | CD                                                       | CD                             | CD                                          | CD                                  | CD    | CD | CD | CD | CD |
| No    | Titre                                                    | Musique                        | Auteur                                      | Origine ou interprètes              | Durée |    |    |    |    |
| ----- | -------------------------------------------------------- | ------------------------------ | ------------------------------------------- | ----------------------------------- | ----- | -- | -- | -- | -- |
| 1.    | Theme of 008 piano sonata no.8                           | Ludwig van Beethoven, CHOKKAKU |                                             | Sonate pour piano n° 8 de Beethoven | 2:22  |    |    |    |    |
| 2.    | Ki ni Naru (気になる)                                    | Matsuyuki Iwata                | Megumi Ogura                                |                                     | 4:23  |    |    |    |    |
| 3.    | Oretachi ni Asu wa Aru (俺たちに明日はある)              | Masayuki Iwata                 | Aida Takeshi                                | 19e single                          | 4:16  |    |    |    |    |
| 4.    | Wakatte Hoshii (わかってほしい)                          | Seiko Nagaoka                  | Aida Takeshi                                |                                     | 5:43  |    |    |    |    |
| 5.    | Donna ii Koto (どんないいこと)                           | Shono Kenichi                  | Kohei Okura                                 | 18e single                          | 4:22  |    |    |    |    |
| 6.    | Ocha Demo Dō ka na? (お茶でもどうかな?)                  | Terada Ichiro, CHOKKAKU        | Hiromi Mori                                 | Katsuyuki Mori en solo              | 3:46  |    |    |    |    |
| 7.    | Sore Jya Mata (それじゃまた)                             | Masayuki Iwata, Rob Mounsey    | Megumi Ogura                                |                                     | 3:28  |    |    |    |    |
| 8.    | Koi ni Utsutsu no Crazy (恋にうつつのCrazy)              | CHOKKAKU, Makoto Matsushita    | Nobuyoshi Tozawa, Ichiro Terada             |                                     | 4:21  |    |    |    |    |
| 9.    | Koe wo Kiku Yori mo (声を聞くよりも)                     | Masayuki Iwata                 | Aida Takeshi                                |                                     | 3:54  |    |    |    |    |
| 10.   | Slicker's Blues                                          | Masayuki Iwata                 | Aida Takeshi, Masahiro Nakai, Shingo Katori |                                     | 5:14  |    |    |    |    |
| 11.   | EAO                                                      | Shono Kenichi                  | Hiromi Mori                                 | Goro Inagaki et Katsuyuki Mori      | 4:16  |    |    |    |    |
| 12.   | Koi ga Aru Kara yo no Naka Desu (恋があるから世の中です) | Masatoshi Nozaki               | Aida Takeshi                                |                                     | 3:49  |    |    |    |    |
| 13.   | Mune Sawagi wo Tanomu yo (胸さわぎを頼むよ)              | Ichiro Terada                  | Nobuyoshi Tozawa                            | 20e single                          | 5:19  |    |    |    |    |
| 52:73 |                                                          |                                |                                             |                                     |       |    |    |    |    |